# Auld Lang Syne

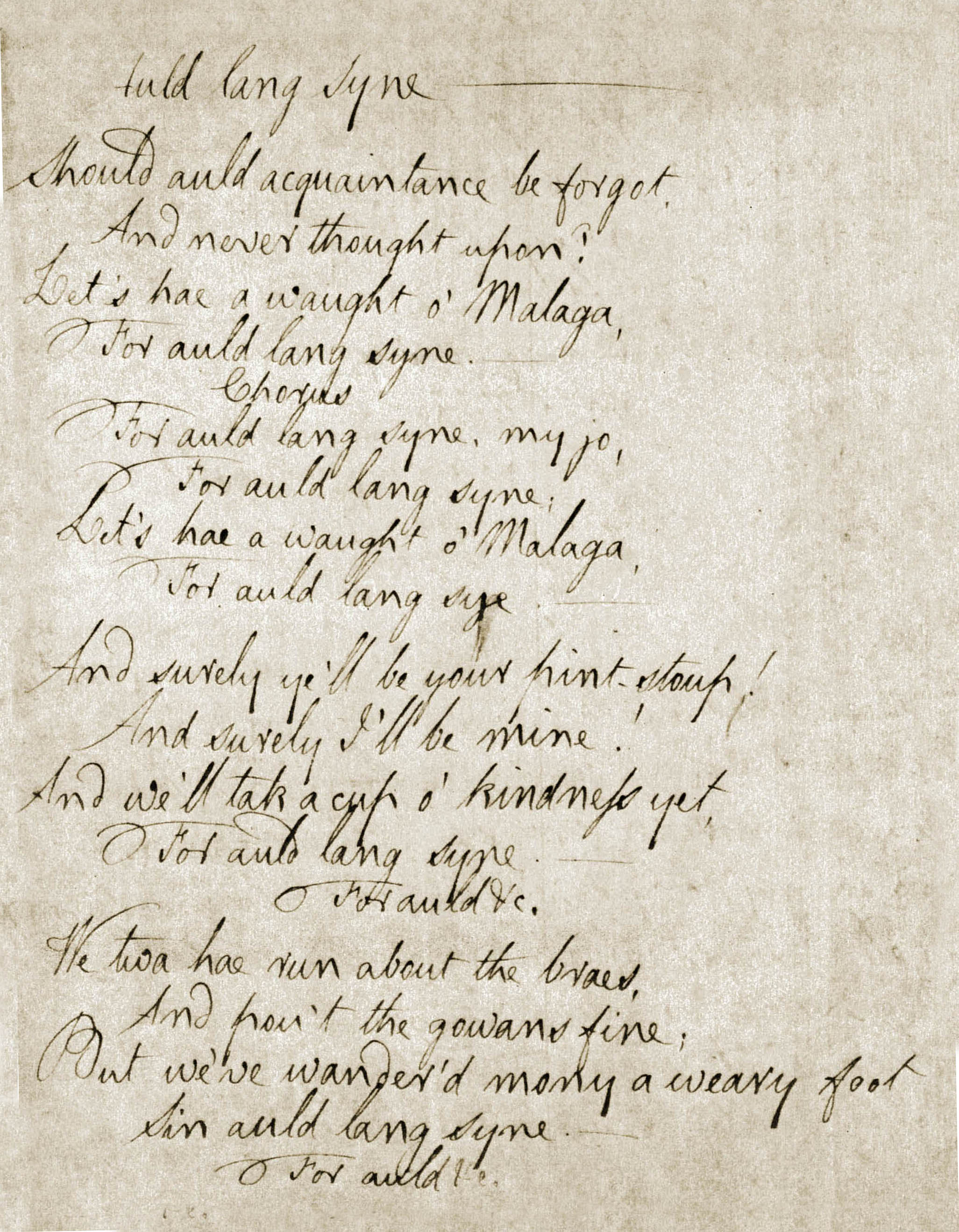
Rukopis písně

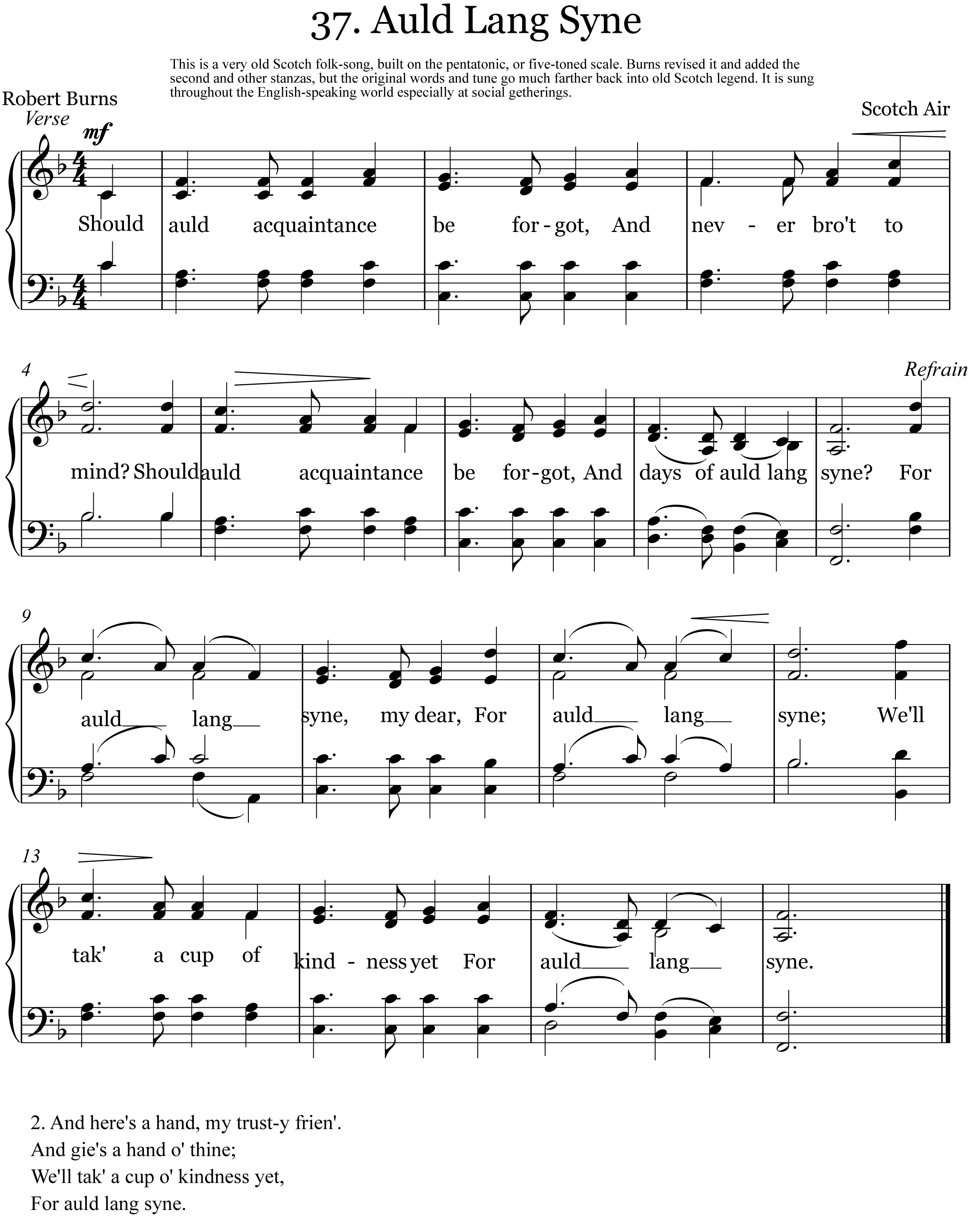
Notový zápis písně

Auld Lang Syne je píseň napsaná skotským básníkem Robertem Burnsem na základě podobné básně Roberta Aytona (1570–1638) a starých lidových písní na tradiční skotskou melodii. Jedná se o jednu z nejznámějších písní v anglicky mluvícím světě, ježto je zpívána spolu s tradičním tancem přesně o půlnoci Nového roku. Nicméně protože píseň je ve skotském dialektu, mnoho lidí při zpěvu dělá chyby jak v textu, tak v melodii. Název písně ve volném překladu znamená Staré zlaté časy.

## České verze
Do češtiny byla Burnsova píseň přebásněna pod názvem Dávno již Josefem Václavem Sládkem, překlad vyšel ve sborníku Výbor písní a ballad Roberta Burnse v roce 1892. Tento Sládkův překlad byl použit jako základ pro verzi, která se ujala v době rozmachu českého skautingu, pod názvem Tak dávno již. Autor skautské úpravy textu je pravděpodobně neznámý.
Píseň je často nově přebásněna ve filmech a literárních dílech (např. v českém dabingu seriálu Simpsonovi, série 9, díl 20). Nejčastěji je píseň známa pod názvem Valčík na rozloučenou, u nás proslavil Karel Gott.
(nezaměnit se stejnojmenným románem Milana Kundery).

### Knižní vydání
- Výbor z písní a ballad, Praha: Jan Otto 1892, přeložil Josef Václav Sládek, výbor obsahuje tuto báseň pod názvem Dávno již.
- Písně a balady, Praha: SNKLHU 1959, přeložil Josef Václav Sládek, výbor obsahuje tuto báseň pod názvem Dávno již.
- Darebné verše Roberta Burnse, Praha: SNKLU 1963, přeložil Jiří Valja, výbor obsahuje tuto báseň pod názvem Zašlý čas.

### Vydané nahrávky
- Dávno již – český text Josef Václav Sládek, skautská verze s drobnými úpravami. Interpret Kapitán Kid (Jaroslav Velinský), album Dávno již (1992)
- Valčík na rozloučenou – český text Jaroslav Moravec, interpret Zdena Vincíková (1940)
  - stejná verze, interpret Taxmeni (Krajánci), album Calamity Jane 1 (1992)
- Na rozloučenou (Valčík na rozloučenou) – český text Ivo Fischer, interpret Karel Gott (1977)
- Chvíle loučení – interpret Pavel Bobek a Lída Nopová (1995) (autor česko-anglického textu není uveden)

## Užití
Kromě oslavy půlnoci Nového roku je ve Spojeném království zpívána na závěr každoroční konference odborů a na závěr schůzí nejrůznějších klubů přátel Roberta Burnse (včetně pražské každoroční oslavy Burns Night, pořádané každoročně 27. ledna). Na Tchaj-wanu je užívána jako pohřební a promoční píseň, jako promoční píseň je také používána v Japonsku a Maďarsku, po určitou dobu byla také na melodii Auld Lang Syne zpívána korejská národní hymna či hymna Malediv, na Filipínách je zpívána při promocích, novoročních a vánočních oslavách, v Thajsku je na tuto melodii zpívána píseň Samakkkhi Chumnum, určená k různým sportovním příležitostem. Při loučení je zpívána také v Brazílii, Portugalsku, Francii, Španělsku, Řecku, Polsku a Německu, k tomutéž účelu s drobně pozměněným textem je užívána skautským hnutím.

## Melodie
Auld Lang Syne je zpívána na starou skotskou (možná northumbrijskou) lidovou melodii, patrně původně doprovázenou tancem. Melodie je napsaná v pentatonické stupnici. Tato melodie je ale užívána v různých verzích, úpravách a citacích po celém světě (jak už bylo zmíněno, na Maledivách a v Koreji se na tuto melodii zpívala národní hymna). Na melodii Auld Lang Syne bylo složeno také mnoho dalších písní, mimo jiné italská sportovní píseň: La nostra fede mai morrà/canteremo noì ultrà/e insieme a te saremo allor/forza Roma vinci ancor (Naše víra nikdy nezemře / my, skalní, vždycky budem zpívat / pak vždy budeme s vámi / přijďme do Říma znovu zvítězit!) či holandská fotbalová píseň Wij houden van Oranje (Milujeme Oranžsko).
Existují také orchestrální verze hrané pod názvem Candlelight Waltz.

## Text
| Originální text ve skotštině | Překlad (není zohledněn dialekt) | České přebásnění (J. V. Sládek) | Tak dávno již (skautská verze) |
| --- | --- | --- | --- |
| Should auld acquaintance be forgot, and never brought to mind ? Should auld acquaintance be forgot, and auld lang syne ? CHORUS: For auld lang syne, my dear, for auld lang syne, we’ll take a cup o’ kindness yet, for auld lang syne. And surely ye’ll be your pint-stoup ! And surely I’ll be mine ! And we’ll take a cup o’ kindness yet, for auld lang syne. CHORUS We twa hae run about the braes, and pou’d the gowans fine ; But we’ve wander’d mony a weary fit, sin’ auld lang syne. CHORUS We twa hae paidl’d in the burn, frae morning sun till dine ; But seas between us braid hae roar’d sin’ auld lang syne. CHORUS And there’s a hand, my trusty fiere ! And gies a hand o’ thine ! And we’ll tak a right gude-willie-waught, for auld lang syne. CHORUS | Může snad stará známost být zapomenuta, aniž by někdy vytanula na mysli? Může snad stará známost být zapomenuta, byť to je už dávno? REFRÉN: Po dlouhé době, můj drahý, po dlouhé době, ještě si jednou připijem na vlídnost, a na tu dlouhou dobu. A jistě si koupíš pintový pohár! a já si koupím svůj! A připijem si na vlídnost, Po tu dlouhou dobu. REFRÉN My dva jsme běhali kolem kopců, a trhali krásné sedmikrásky; často jsme putovali na nohou znavených, tehdy před dlouhou dobou. REFRÉN My dva jsme se brouzdali v proudu, od rána až do oběda ; avšak potom nás oddělily řvoucí hlubiny moře Tehdy před dlouhou dobou. REFRÉN Můj věrný příteli, podej mi ruku! A já ti podám svou! Tak tedy pravicí pravidí dobré vůli, po celou tu dlouhou dobu.. REFRÉN | Jak, - staré lásky zapomnít, kde druhu druh stál blíž? – jak, - staré lásky zapomnít, snad, že to dávno již? REFRÉN Tak dávno, brachu můj, tak dávno již, však srdečně si připijem na „dávno již“! My květy spolu trhali přes mnoho dol a výš; a šli jsme cestou trnitou tak dávno již. REFRÉN My šplouchali se v potoce zda ještě o tom víš? pak loučila nás mořská hloub tak dávno již. REFRÉN Zde ruka, věrný příteli, a k mému srdci blíž! tak hlubý doušek nepili jsme dávné již! REFRÉN Ty jistě do dna dopiješ a já svou do dna číš: buď zdrávo vše, jak bývalo tak dávno již! REFRÉN | Jak zapomenout na ten čas, kdy stáli jsme si blíž? Jak zapomenout na ten čas, snad že to dávno již? REFRÉN Tak dávno, dávno, brachu můj, tak dávno, dávno již, však srdečně si zapějem na dávno, dávno již. My květy spolu trhali přes mnohý dol a výš, a šli jsme cestou trnitou, tak dávno, dávno již. REFRÉN My brouzdali se v potoce, zda o tom ještě víš? pak dělila nás mořská hloub, tak dávno, dávno již REFRÉN Zde ruka věrný příteli, a k mému srdci blíž tak dobrou vůli neměli jsme dávno, dávno již REFRÉN Proč s tím se máme rozejít, co každý z nás měl rád, proč s tím se máme rozejít bez víry na návrat REFRÉN 2: To není, není loučení, ač chvěje se nám hlas, jsme spolu pevně spojeni a sejdeme se zas. |